# São Teotónio (Odemira)
São Teotónio é uma vila portuguesa sede da Freguesia de São Teotónio do Município de Odemira, freguesia com 347,25 km² de área (após a Reorganização Administrativa Territorial de 2013) e 8699 habitantes (censo de 2021), tendo, assim, uma densidade populacional de 25,1 hab./km²
Em consequência da reorganização administrativa de 2012/2013, à Freguesia de São Teotónio foi agregada a Freguesia de Zambujeira do Mar de que resultou a extinção desta última.
A povoação de São Teotónio foi elevada à categoria de vila em 1988.

## Descrição

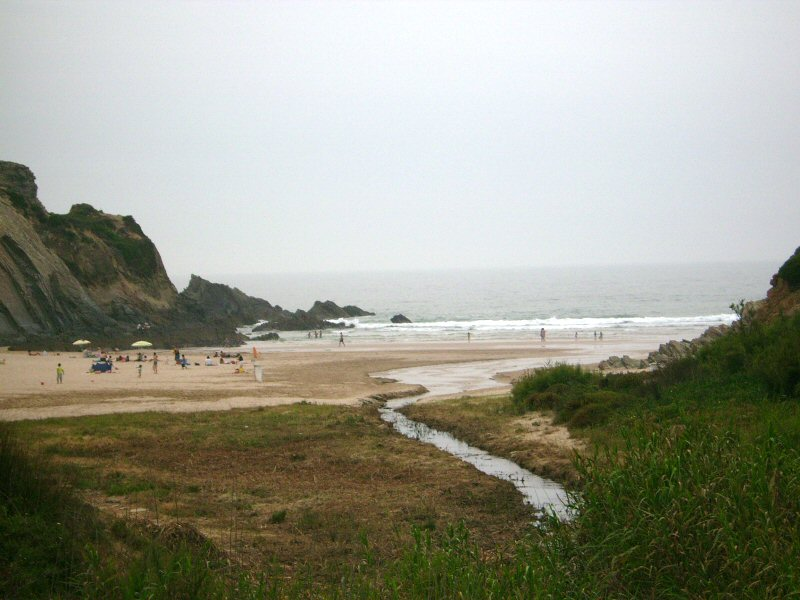
Praia do Carvalhal,vista parcial

São famosas as suas festas por alturas dos santos populares (mês de Junho, em anos ímpares) em que as ruas são decoradas com flores de papel e, durante a noite, têm lugar mastros. Estas festas realizam-se de dois em dois anos e, na noite de São Pedro, cumprindo antiga tradição, os habitantes da aldeia têm por hábito engalanar os carros e dirigir-se à Zambujeira do Mar onde tomam um banho purificador.
Nos últimos anos tem igualmente sido digno de nota a realização de uma feira antiga que pretende reproduzir o ambiente vivido nesta localidade nas décadas de 1950 e de 1960, quando nesta feira (1ª segunda feira de cada mês) acorriam os camponeses da serra para vender os seus produtos e que acabava muitas vezes em grandes sessões de pancadaria.
No penúltimo fim-de-semana de Julho, a vila de São Teotónio é palco anual para a FACECO – Feira das Actividades Culturais e Económicas do Concelho de Odemira, que reúne mais de 300 expositores, artesanato, música e debates.
O litoral da freguesia faz parte do Parque Natural do Sudoeste Alentejano e Costa Vicentina.

## História
Através da lei n.º 81/89 de 30 de agosto de 1989, parte do território da freguesia de São Teotónio foi desagregado desta para formar a nova freguesia de Zambujeira do Mar, com sede na povoação do mesmo nome.
Em consequência da reorganização administrativa de 2012/2013, a freguesia de Zambujeira do Mar foi extinta a 29 de setembro de 2013, sendo o seu território novamente agregado à freguesia de São Teotónio.
A freguesia de São Teotónio tem sido marcada nas últimas décadas pela expansão da agricultura intensiva, em especial na zona do Parque Natural da Costa Vicentina, levando à desmatação, destruição de eco-sistemas, e abusos e tensões laborais associadas a esta actividade. 
Entre 2015 e 2018, o Instituto de Conservação da Natureza e Florestas aprovou 118 novos projectos agrícolas na região. Estes são visíveis sobretudo através da proliferação de estufas, equivalendo em 2020 a uma área estimada em 1600 hectares, e que segundo a Resolução de Conselho de Ministros 179/2019 podem triplicar para 4800, onde antes só seria permitido a expansão até 3600. A resolução autoriza também "a colocação de contentores dentro das explorações agrícolas para albergar trabalhadores imigrantes, recrutados de forma pouco transparente por grandes multinacionais, até um valor que pode atingir cerca 36 000 pessoas, numa região que tem uma população e está dimensionada para cerca de 26 000 habitantes". Em 2020, estes representavam 40% da população do concelho de Odemira, trabalhando e vivendo em condições precárias por baixos salários. Em fevereiro de 2022, 300 trabalhadores imigrantes do sector organizaram um protesto contra a precariedade laboral. Estudos de impacto ambiental das explorações agrícolas intensivas no Parque Natural só são obrigatórios para terrenos com tamanho superior a 50 hectares, sendo que as empresas que actuam na região evitam esta responsabilidade dividindo as suas propriedades em parcelas ligeiramente menores que 50 hectares, ao passo que uma propriedade cortada por uma estrada é considerada como sendo duas.
Entre finais de 2019 e inícios de 2020, a expansão da área de estufas entre o Carvalhal e a Zambujeira do Mar levara à destruição dos últimos cinco de mais de cem charcos temporários mediterrânicos no sudoeste alentejano, áreas húmidas classificadas como habitats prioritários de espécies em risco da flora e da fauna, previamente alvo de um projecto de conservação financiado por Bruxelas.
Em Junho de 2021, foi submetida ao parlamento uma petição organizada pelo movimento "Juntos Pelo Sudoeste" e assinada por mais de 6000 pessoas, exigindo a revogação imediata da resolução do Conselho de Ministros n.º 179/2019", por considerarem ser "uma resposta descarada às exigências e pressões do 'lobby' da indústria agrícola intensiva, em vez de avaliar e debater seriamente a situação, trazer soluções às preocupações reais da população e de outros setores socioeconómicos fundamentais" mas que não reuniu consenso, sendo apoiada com projectos de lei por parte do PAN, PCP, BE e PEV, ao passo que o PSD, CDS-PP e PS contrariaram a iniciativa.

## Demografia
Nota: Com lugares desta freguesia foi criada, pela Lei n.º 81/89, de 30 de agosto, a freguesia de Zambujeira do Mar e posteriormente extinta em 29 de setembro de 2013.
A população registada nos censos foi:
| Distribuição da População por Grupos Etários | Distribuição da População por Grupos Etários | Distribuição da População por Grupos Etários | Distribuição da População por Grupos Etários | Distribuição da População por Grupos Etários |
| -------------------------------------------- | -------------------------------------------- | -------------------------------------------- | -------------------------------------------- | -------------------------------------------- |
| Ano                                          | 0-14 Anos                                    | 15-24 Anos                                   | 25-64 Anos                                   | > 65 Anos                                    |
| 2001                                         | 642                                          | 571                                          | 2574                                         | 1232                                         |
| 2011                                         | 624                                          | 604                                          | 3020                                         | 1279                                         |
| 2021                                         | 773                                          | 928                                          | 5525                                         | 1473                                         |

À data da junção das freguesias, a população registada no censo anterior (2011) foi:
| Freguesia atual | Freguesia atual  | Freguesia atual | Freguesias antigas | Freguesias antigas | Freguesias antigas |
| Freguesia       | População (2011) | Área (km²)      | Freguesia          | População (2011)   | Área (km²)         |
| --------------- | ---------------- | --------------- | ------------------ | ------------------ | ------------------ |
| São Teotónio    | 6439             | 347,25          | São Teotónio       | 5527               | 305,0              |
| São Teotónio    | 6439             | 347,25          | Zambujeira do Mar  | 912                | 42,96              |

## Localidades
- São Teotónio
- Baiona
- São Miguel
- Brejão
- Estibeira
- Malavado
- Fataca
- Cavaleiro
- Quintas
- Casa Nova da Cruz
- Camachos
- Relva Grande
- Zambujeira do Mar

## Património construído
- Capela de Nossa Senhora do Mar
- Capela de São Miguel

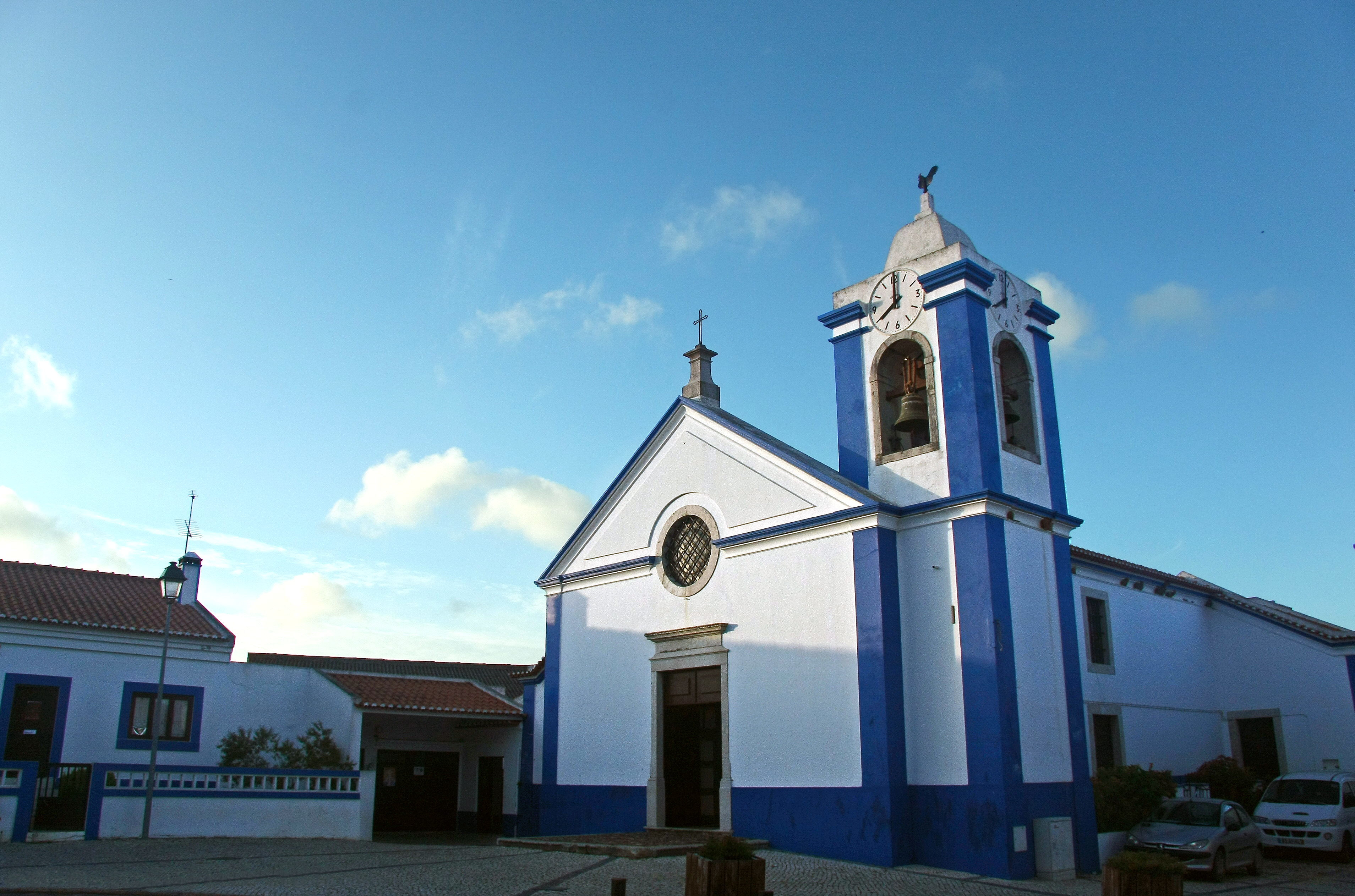
Igreja Matriz de São Teotónio.

- Ermida de Santa Bárbara (São Teotónio)
- Farol do Cabo Sardão
- Fonte da Bica dos Besteiros
- Herdade Amália Rodrigues
- Igreja Paroquial de São Teotónio
- Moinho de Água da Assenha
- Moinho de Água do Porto da Silva
- Moinho de Vento do Alto ou do Protásio (Zambujeira do Mar)
- Moinho de Vento do Brejão ou do Samouqueiro
- Moinho de Vento da Casa Branca
- Moinho de Vento do Cerro das Tendas ou Cabeço Queimado
- Moinho de Vento da Choça
- Moinho de Vento da Corte
- Moinho de Vento do Fataca
- Moinho de Vento do Loução
- Moinho de Vento do Malavado
- Moinho de Vento do Malguizado ou do Paço Velho
- Moinho de Vento do Malhadil
- Moinho de Vento do Marcador
- Moinho de Vento da Moita
- Moinho de Vento da Picota
- Moinho de Vento da Portela
- Moinho de Vento do Relva Grande
- Moinho de Vento da Salema
- Moinho de Vento do Salgadinho
- Moinho Velho
- Moinhos Juntos I e II

- Ponte de Odeceixe

## Personalidades destacadas
- Fernando Fonseca (n. 1946) - Escultor
- Manuel Firmino da Costa (Anadia, 23 de Fevereiro de 1887 - São Teotónio, 1929) - Médico e político